# Ibach-Haus (Schwelm)

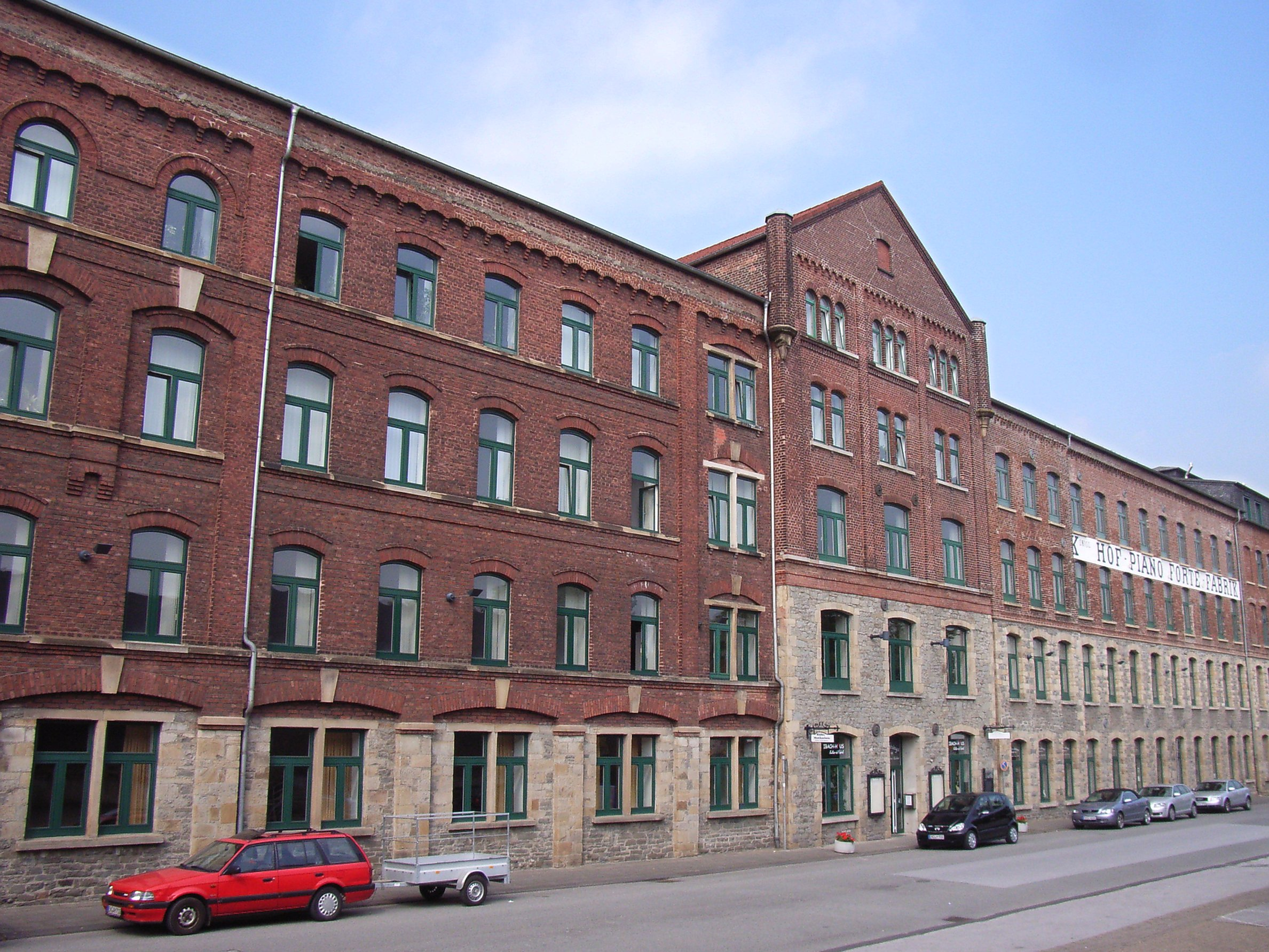
„Ibach-Haus“ in Schwelm

Das Ibach-Haus ist ein im 19. Jahrhundert errichtetes Industriegebäude in rotem Backstein in Schwelm in Nordrhein-Westfalen.

## Überblick
Hier befand sich die älteste Klavierfabrik der Welt. Die Produktion der Tasteninstrumente nutzte zuletzt nur noch kleinen Teil des großen Gebäudes und wurde Ende 2007 endgültig eingestellt. Nach mehrmonatiger Modernisierung werden die alten Fabrikationshallen seit 2006 als Veranstaltungsstätte genutzt. Der Veranstaltungssaal mit Bühne bietet Platz für bis zu 400 Personen. Mittlerweile ist hier das Leotheater beheimatet und macht seine Vorstellungen im Saal. In der ersten Etage befindet sich seit nun fast 30 Jahren die Musikschule Keybra. Hier findet Musikunterricht auf Klavieren und Flügeln statt. Das Angebot ist aber um viele Unterrichte erweitert.

## Geschichte
Das Ibach-Haus wurde Mitte des 19. Jahrhunderts von den Brüdern Gustav und Friedrich Büsche errichtet und 1884 von P. A. Rudolf Ibach erworben, der sein Klavierunternehmen vergrößern wollte. Bis Ende 2007 wurden dort Klaviere produziert, obwohl sich die Fabrikhallen bereits seit 1988 im Besitz der Vits Vermögensverwaltung GbR befanden. Das Gebäude wird in Teilflächen vermietet, derzeit gehören sieben von zwanzig Mietern der Kreativbranche (Kommunikations- , Werbe-, Unterhaltungs- , Mode-  und Designunternehmen) an. Die Piano Manufaktur GmbH organisiert als einer der Nutzer auch die Vermietung der modernisierten Fabrikhallen. Das Gebäude weist restaurierte Säulen, Stichkappendecken sowie Porträts bekannter Pianisten und Komponisten auf.

### Veranstaltungen
Im Ibach-Haus hat auch der gleichnamige Verein Kulturfabrik Ibach-Haus seinen Sitz. Er organisiert kulturelle Veranstaltungen in der Piano Manufaktur im Erdgeschoss des Ibach-Hauses, die bereits Auftrittsort von Justus Frantz und Konrad Beikircher war.